# Marie-Luce Romanens
Pour les articles homonymes, voir Romanens (homonymie).
Marie-Luce Romanens, née le 19 janvier 1973, est une sportive suisse, spécialisée dans la course d'orientation et la course de fond.

## Parcours
En 1995, elle devient la première médaillée d'or suisse au championnat du monde de course d'orientation, sur la courte distance. Elle obtient également une médaille d'argent aux Championnats Sprint 2003 ainsi qu'une médaille de bronze du relais des Championnats du Monde 1997.
Elle remporte en 2001 le marathon de la Jungfrau et détient le record de la catégorie féminine durant 12 ans, en courant une distance de marathon et 1 823 mètres de montée d'Interlaken à Kleine Scheidegg en 3:21:03. Son record personnel sur marathon ordinaire est de 2:35:54.
Marie-Luce Romanens stoppe temporairement sa carrière d'athlète en 2003 en raison de problèmes au tendon d'Achille. Guérie de ses blessures, elle fait son retour à la compétition avec succès en 2007. Elle remporte Neirivue-Moléson et termine 4e à Sierre-Montana. Elle termine également 4e et meilleure Suissesse de Morat-Fribourg la même année.
En 2013, elle termine 3e de la première édition du semi-marathon de Fribourg.
Elle vit à Villars-sur-Glâne et donne des cours de biologie et de chimie au collège Sainte-Croix de Fribourg.